# Парламентские выборы в Венгрии (2010)
Парламентские выборы в Венгрии 2010 года прошли в два тура 11 и 25 апреля. По сложной смешанной избирательной системе было избрано 386 депутатов однопалатного Национального Собрания Венгрии — 265 в первом раунде и 121 во втором.
По итогам выборов коалиция Фидес — Венгерского гражданского союза и Христианско-демократической народной партии получила 262 места, Венгерская социалистическая партия — 59 мест, националистическая Партия за лучшую Венгрию — 47 мест, Партия «Политика может быть другой» — 16 мест. Ещё по одному мандату получили независимый кандидат и единый кандидат Фидес—ХДНП—Партии предпринимателей.

## До выборов

### Прогнозы
Согласно предвыборным опросам, правоцентристская партия Фидес имеет возможность одержать полную победу — в конце февраля за неё были готовы отдать свои голоса 55 % определившихся избирателей против 16 % у Венгерской социалистической партии и 13 % у националистической Партии за лучшую Венгрию (Йо́ббик) (при расчёте от общего числа избирателей — 44 %, 14 % и 9 % соответственно). Предполагается, что остальные партии не смогут преодолеть пятипроцентный барьер. Исследование предпочтений венгров выявило, что среднестатистический электорат Фидес — это в основном люди возрастом около 45 лет, социалистов — 55 лет, Партии за лучшую Венгрию — 39 лет.
По данным опросов середины марта, поддержка Фидес за месяц снизилась примерно на 230 000 голосов. Также предполагается, что в случае низкой явки ультраправая Партия за лучшую Венгрию сможет набрать большее число голосов, чем это показывают опросы.
Из кандидатов на пост премьер-министра лишь двое имеют опыт государственного управления — Виктор Орбан был премьер-министром Венгрии в 1998—2002, а Лайош Бокрош — министром финансов в 1995—1996.

### Результаты предвыборных опросов

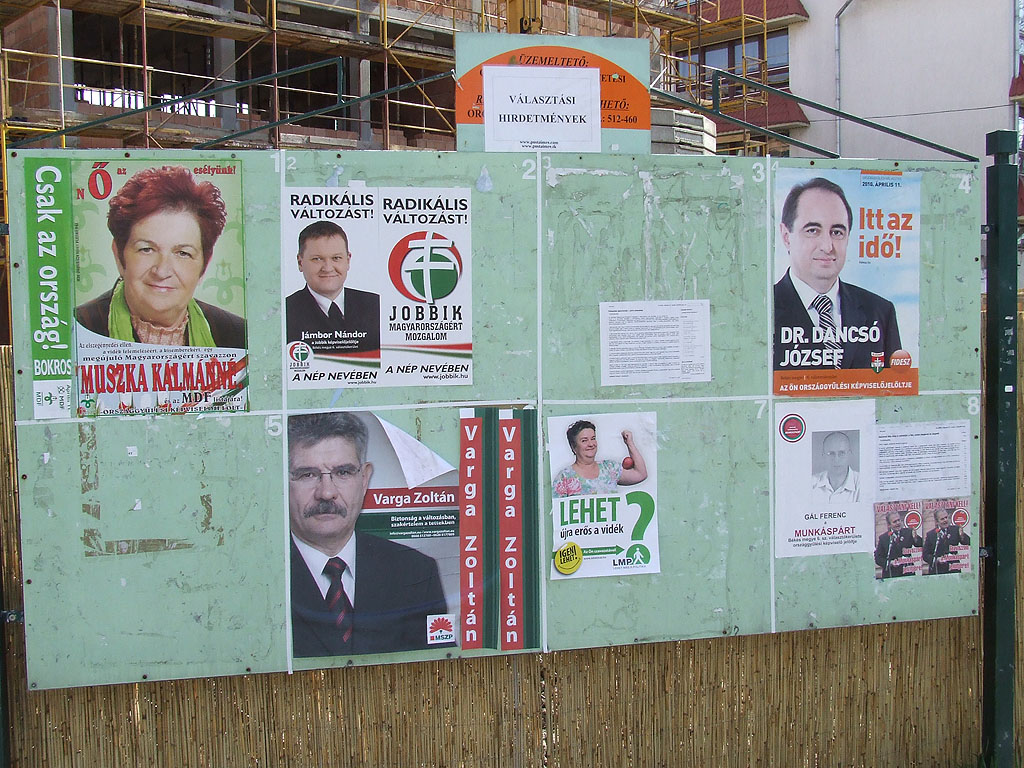
Предвыборный стенд для кандидатов по одномандатному округу в Бекеше: ячейка 1 — кандидат от ВДФ, 2 — Йоббик, 4 — Фидес, 6 — ВСП, 7 — LMP, 8 — ВКРП

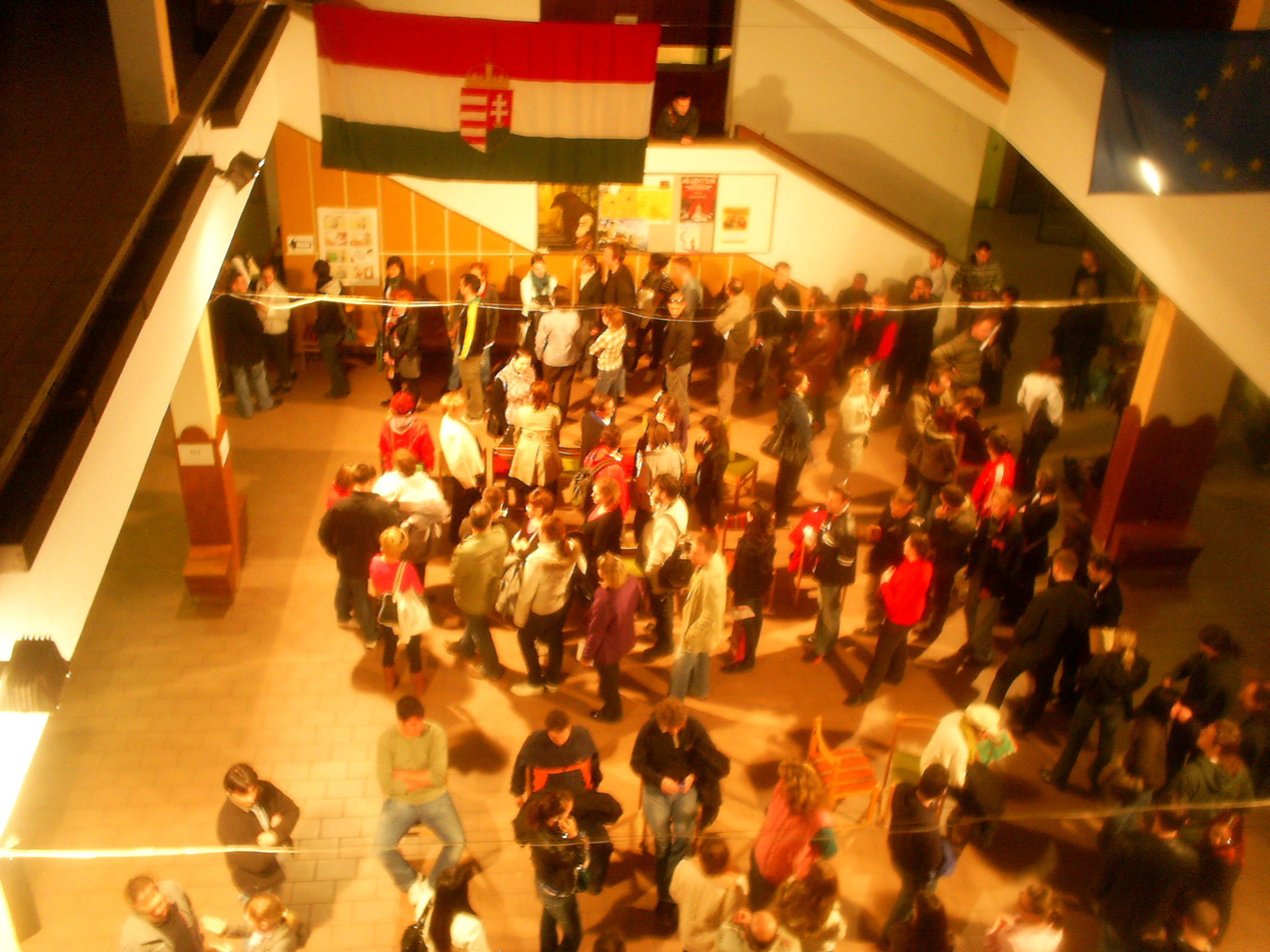
Очередь на избирательном участке в Сегеде 11 апреля

| Агентство          | Дата            | Фидес | ВСП | Йоббик | ВДФ | «LMP» | АСД  | ХДНП | Другие |
| Medián             | 25 ноября 2009  | 66    | 19  | 10     | 2   | 1     | 1    | н.д. | 1      |
| Tárki              | 25 ноября 2009  | 68    | 17  | 11     | 1   | 1     | 1    | 2    | н.д.   |
| Századvég-Forsense | 26 ноября 2009  | 59    | 20  | 12     | 3   | 3     | 1    | н.д. | 3      |
| Tárki              | 16 декабря 2009 | 63    | 19  | 12     | 1   | 3     | 1    | н.д. | н.д.   |
| Századvég-Forsense | 21 декабря 2009 | 64    | 17  | 9      | 3   | 2     | 0    | н.д. | 4      |
| Medián             | 25 декабря 2009 | 61    | 23  | 9      | 2   | 1     | 1    | н.д. | 3      |
| Szonda Ipsos       | 17 января 2010  | 63    | 21  | 12     | 2   | н.д.  | 1    | 0    | 1      |
| Forsense           | 21 января 2010  | 59    | 17  | 15     | 5   | 3     | н.д. | н.д. | н.д.   |
| Medián             | 21 января 2010  | 65    | 19  | 10     | 3   | 1     | 0    | н.д. | 2      |
| Századvég-Kód      | 26 января 2010  | 59    | 23  | 10     | 4   | 2     | 1    | 1    | н.д.   |
| Tárki              | 27 января 2010  | 62    | 22  | 11     | 3   | 1     | 1    | н.д. | н.д.   |
| Szonda Ipsos       | 12 февраля 2010 | 58    | 22  | 14     | 2   | 1     | 1    | 0    | 3      |
| Századvég-Kód      | 18 февраля 2010 | 58    | 23  | 10     | 5   | 3     | 1    | -    | -      |
| Forsense           | 22 февраля 2010 | 59    | 18  | 14     | 2   | 5     | 0    | н.д. | 1      |
| Medián             | 24 февраля 2010 | 63    | 18  | 15     | 2   | 1     | н.д. | н.д. | 1      |
| Tárki              | 3 марта 2010    | 61    | 22  | 11     | 2   | 3     | н.д. | н.д. | 1      |
| Szonda Ipsos       | 11 марта 2010   | 57    | 20  | 17     | 1   | 3     | 1    | 0    | 1      |
| Nézőpont Intézet   | 14 марта 2010   | 53    | 12  | 12     | 2   | 2     | н.д. | н.д. | 0      |
| Medián             | 17 марта 2010   | 57    | 21  | 18     | 1   | 2     | н.д. | н.д. | 1      |
| Szonda Ipsos       | 18 марта 2010   | 64    | 12  | 13     | 3   | 5     | н.д. | н.д. | 3      |
| Gallup             | 25 марта 2010   | 67    | 15  | 14     | 1   | 4     | н.д. | н.д. | 0      |
| Századvég-Kód      | 29 марта 2010   | 59    | 16  | 17     | 3   | 3     | н.д. | н.д. | н.д.   |

## Выборы

### Первый тур

#### Результаты
По предварительным итогам первого раунда выборов 11 апреля 265 из 386 депутатских мандатов были распределены следующим образом:
- Фидес и ХДНП — 206 мест
- Венгерская социалистическая партия — 28 мест
- Партия за лучшую Венгрию — 26 мест
- Политика может быть другой — 5 мест

Данные exit polls также показали победу Фидес в первом раунде выборов. Приводимые в СМИ цифры в 52,77 % избирателей за Фидес, 19,29 % за социалистов, 16,71 % за Йоббик и 7,42 % за LMP показывают общие настроения всего венгерского общества и прямо не соотносятся с результатами голосования, поскольку оно проводилось параллельно по одномандатным округам и по системе территориальных списков.
Коалиция Фидес—ХДНП одержала победу в 119 одномандатных округах из 176; в 56 из 57 остальных кандидаты Фидес—ХДНП заняли первое место, но не получили 50 % + 1 голос; в одном округе первое место, но с результатом менее 50 % + 1 голос получил кандидат ВСП. В 112 округах второе место заняли кандидаты ВСП, в 60 — Йоббик, в 2 — независимые кандидаты, в 1 — кандидаты Фидес-ХДНП и Ассоциации за Шомодь.

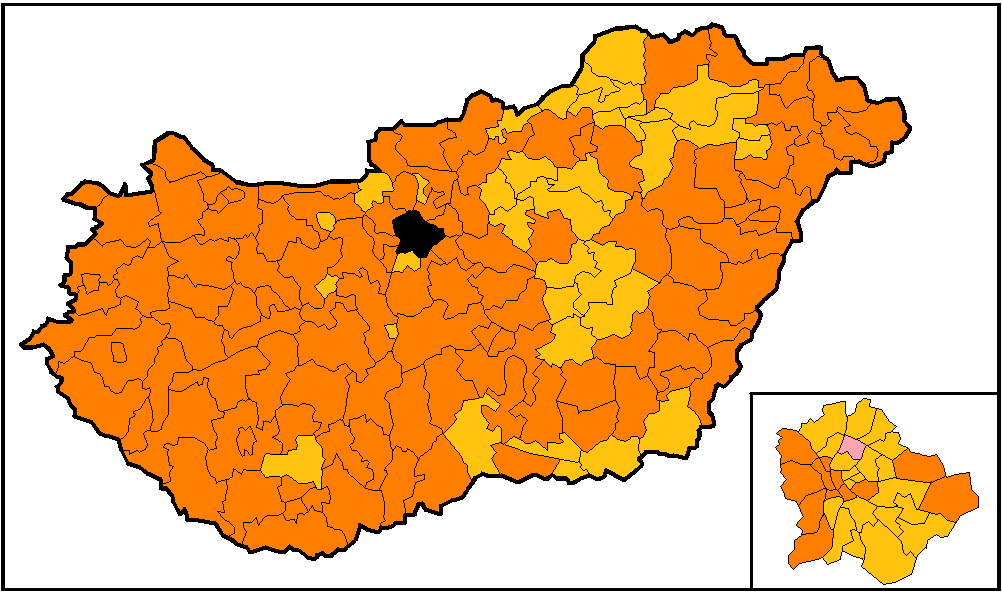
Результаты голосования по одномандатным округам в первом туре. Округа, где победили кандидаты Фидес, обозначены оранжевым; округа, где кандидаты Фидес получили относительное (менее 50 %+1) большинство голосов, обозначены жёлтым; округ, где относительное большинство голосов получил кандидат ВСП, обозначен розовым

#### Явка в первом туре
- 7:00 — 1,61 %
- 9:00 — 10,23 %
- 11:00 — 24,78 %
- 13:00 — 35,88 %
- 15:00 — 46,78 %
- 17:30 — 59,28 %
- Общая — 64,38 % (предварительно)[29]

Из-за высокой явки к концу выборов было принято решение продлить голосование.

### Второй тур
Второй раунд выборов прошёл 25 апреля в 57 одномандатных округах, где не был определён победитель в первом раунде. Также прошло голосование по национальному списку (64 места).

## Итоговые результаты
|       | Фидес—ХДНП | ВСП | Йоббик | «LMP» | Независимые | Всего |
| ОО 1  | 119        | 0   | 0      | 0     | 0           | 119   |
| ОО 2  | 53+1       | 2   | 0      | 0     | 1           | 57    |
| Т     | 87         | 28  | 26     | 5     | 0           | 146   |
| Н     | 3          | 29  | 21     | 11    | 0           | 64    |
| Всего | 262+1      | 59  | 47     | 16    | 1           | 386   |

### Комментарии
Важнейшей причиной победы Фидес и успехов партии Йоббик называются тяжело отразившиеся на Венгрии последствия мирового экономического кризиса.

## После выборов
- 29 мая 2010 года Виктор Орбан был официально назначен премьер-министром Венгрии.